# PowLitie
PowLitie was een Nederlands misdaadprogramma van Omroep PowNed.
Seizoen 3 van het televisieprogramma wordt uitgezonden vanaf 17 maart 2014 op Nederland 3. Het programma werd op 24 maart 2012 voor het eerst uitgezonden. In het programma is te zien hoe met moderne technologie boeven gevangen worden. Seizoen 1 bestond uit drie proefafleveringen die te zien waren in Zendtijd PowNed.
Seizoen 1 en 2 werden gepresenteerd door Jojanneke van den Berge. De presentatie van seizoen 3 is in handen van Daan Nieber, Danny Ghosen en Roel Maalderink.

## Onderdelen
De boevenvalIn dit onderdeel parkeert een verslaggever een transportbus met elektronica in een Nederlandse stad. De bus is geprepareerd met een veiligheidssysteem en zodra iemand de elektronica probeert te stelen, wordt de ingang afgesloten met een net. De dief zit in de val en de verslaggever confronteert hem met zijn gedrag.
The American wayVerslaggever Roel Maalderink kijkt hoe de Amerikanen criminaliteit aanpakken en test de modernste Amerikaanse technologieën.

## Presentatie
| Danny Ghosen            |
| Jojanneke van den Berge |
| Daan Nieber             |
| Roel Maalderink         |

## Afleveringen

### Seizoen 1
| Aflevering | Titel                    | Uitzenddatum  |  |
| --- | ------------------------ | ------------- |  |
| 1.1 | Scooterdiefstal          | 24 maart 2012 |  |
| PowLitie voorziet een lokscooter van een gps-systeem. Nadat de scooter is gestolen traceren de reporters de dief en wordt hij door de politie gearresteerd. |                          |               |  |
| 1.2 | Laptopdiefstal- & heling | 31 maart 2012 |  |
| Een loklaptop wordt gestolen uit een auto. De laptop is voorzien met GPS-software en de dief wordt opgespoord en geconfronteerd met zijn actie.             |                          |               |  |
| 1.3 | Kilometertellerfraude    | 7 april 2012  |  |
| PowLitie verdiept zich in bedrijven die tegen betaling de kilometerstand van auto's terugdraaien.                                                           |                          |               |  |

### Seizoen 2
| Aflevering                                                                                 | Titel                     | Uitzenddatum     |  |
| ------------------------------------------------------------------------------------------ | ------------------------- | ---------------- |  |
| 2.1                                                                                        | Auto-inbraak              | 2 november 2012  |  |
| Een jongen steelt een iPhone uit een auto en wordt opgespoord met track&trace technologie. |                           |                  |  |
| 2.2                                                                                        | Auto-inbraak met lok-iPad | 9 november 2012  |  |
| Een jongen steelt een iPad uit een auto en wordt opgespoord met track&trace technologie.   |                           |                  |  |
| 2.3                                                                                        | Internetoplichters        | 16 november 2012 |  |
| Een internetoplichter wordt opgespoord en geconftronteerd.                                 |                           |                  |  |
| 2.4                                                                                        | Lokfiets                  | 23 november 2012 |  |
| PowLitie plaatst een lokfiets en gebruikt track&trace technologie om de dief op te sporen. |                           |                  |  |
| 2.5                                                                                        | Gestolen auto-onderdelen  | 30 november 2012 |  |
| Een handelaar in gestolen auto-onderdelen wordt opgespoord.                                |                           |                  |  |
| 2.6                                                                                        | Illegaal vuurwerk         | 7 december 2012  |  |
| De gevaren van illegaal vuurwerk worden getoond en een handelaar wordt opgespoord.         |                           |                  |  |

### Seizoen 3
| Aflevering | Titel                                    | Uitzenddatum  |  |
| --- | ---------------------------------------- | ------------- |  |
| 3.1 | Beeldschermdieven                        | 17 maart 2014 |  |
| PowLitie krijgt bericht dat er gestolen beeldschermen worden verkocht via marktplaats. De reporters sporen de vermoedelijke heler op en proberen in zijn huis te infalteren. Verder staat de boevenval in Rotterdam en leert een verslaggever in Amerika de PIT manoeuvre. |                                          |               |  |
| 3.2 | Oude viezerik                            | 24 maart 2014 |  |
| PowLitie stopt een man die probeert seks te hebben met een minderjarig meisje. De boevenval staat in Gouda, waar de dader weet te ontsnappen, maar uiteindelijk toch wordt opgepakt door de politie. Verder toont PowLitie een Amerikaans wapen waarmee je iemand kan beschieten zonder zelf in de vuurlinie te staan. |                                          |               |  |
| 3.3 | Tasjesdief                               | 31 maart 2014 |  |
| PowLitie gaat achter een vrouw aan die een tas heeft gestolen. De boevenval staat in een Amsterdamse vinexwijk en een verslaggever kijkt achter de schermen bij de casinobeveiliging in Las Vegas. Verder toont PowLitie een Nederlandse pomphouder die het zat is dat mensen tanken zonder te betalen. Pas bij de derde diefstal worden ze aangepakt door politie en justitie. Naar aanleiding hiervan worden er Kamervragen gesteld door VVD-Kamerlid Klaas Dijkhoff. |                                          |               |  |
| 3.4 | Diefstal van smartphones tijdens uitgaan | 7 april 2014  |  |
| PowLitie pakt dieven die smartphones stelen tijdens het uitgaan. De boevenval staat in Den Bosch, waar de dader een mes trekt om zichzelf te bevrijden. Verder gaat een verslaggever mee met de Lipstick Bounty Hunters in Los Angeles. |                                          |               |  |
| 3.5 | Huftershow                               | 14 april 2014 |  |
| PowLitie pakt hufters aan: Danny achtervolgt aso's in het verkeer en Daan pakt wildplassers met zijn pissbuster. De boevenval staat in Amsterdam Osdorp en Roel krijgt schietles in Nevada van een 9-jarig jongetje. |                                          |               |  |
| 3.6 | Creditcardfraude                         | 28 april 2014 |  |
| Danny pakt een boef die met andermans creditcard drones probeert te kopen. Nadat de man is gearresteerd, loopt hij een paar dagen later weer tegen de lamp en houdt Danny hem weer aan. De boevenval staat in Almere en Roel volgt een antiovervaltraining in Amerika. |                                          |               |  |
| 3.7 | Gejatte graafmachine                     | 12 mei 2014   |  |
| Daan en Danny pakken een stel criminelen die er op illegale wijze met een graafmachine vandoor willen gaan. Roel toont de Armstar, een futuristisch zelfverdedigingswapen uit Hollywood en de boevenval staat in Eindhoven. |                                          |               |  |